# アテックス (大阪市)
株式会社アテックスは、大阪市平野区に本社を置く日本の健康器具メーカー。電動マッサージクッションの「ルルド」で特に知られる。

## 概要
1992年創業。電動ベッドの製造に始まる。健康器具を中心に商品開発を展開し、主に通信販売で取り扱われていた。
2008年頃から、女性を主なターゲットとし、既存のマッサージチェアと一線を画す電動マッサージ器として、クッション型の「ルルド (Lourdes)」を開発し、2009年に発売。発売1年後に累計販売数100万台を突破し、2014年までには「ルルド」シリーズの売り上げが同社の半分強を占めるようになった。
「ルルド (Lourdes)」、「トール (TOR)」、「ビューティシスターズ (BS)」、「アテックスベッド (ATEX BED)」の4ブランドを中心に各種製品を展開している。